# NHK NEWSLINE
《NHK NEWSLINE》是日本放送协会（NHK）旗下国际频道NHK World-Japan（前称NHK World TV）的整点新闻节目，每天24小时逢整点播出（日本时间20:00、21:00、次日3:00及4:00除外）。与NHK子公司日本国际广播合作制作和播出。

## 概要
这是一个英语新闻节目，每小时整点播出，每天播出19次（周末及节假日24次）。主要以英语向外国观众播放日本及亚洲的最新新闻、经济信息、气象资讯（时间原则上为日本标准时间（JST））。

### 历史
1997年4月，《NEWSLINE》的前身《DAY LINE JAPAN》开播，当时每天播出三至四次，每次10分钟。2000年，节目更名为《NEWSLINE》。最初每天的播放次数约为每天3至4次，但随着英语广播的扩大，每天的播放次数将逐渐增加。
由于2007年4月更新了时间表，开始时间提前至整点后45分钟，并且15分钟的新闻广播在工作日白天播出八次。 从10月开始，该台将在工作日的深夜和凌晨播出4个10分钟的新闻节目，在周末及节假日和晚间播出3个5至10分钟的新闻节目。平日包括重播在内，每天的广播次数为17次，气象资讯将根据一天中的时间作为单独的节目进行广播。
2009年2月2日，NHK World TV改组为完全原创的节目。以此为契机，我们将整合《News Today 30 Minutes》等英语新闻，《NHK BS新闻》和与综合电视台同时播出的新闻节目完全转移到NHK World Premium，并且完全废除了日语新闻的同步和交错播出，因此该节目已改为每小时整点播出。
2015年4月，宽广新闻时段《NEWSROOM TOKYO》于日本时间20点推出（随后于次日凌晨3点增加重播），凌晨4点（仅限平日）时段被废除。将播出22次，由于13点和14点（后来的15点和16点）时段已更新为专门报道亚洲新闻的30分钟时段《NEWSLINE ASIA 24》，已播出20次，随着2023年的重组，《NEWSROOM TOKYO》将于21点重播，使播数量达到19次。此外，由于《NEWSROOM TOKYO》已成为以直接新闻为主的27分钟节目，因此《NEWSLINE IN DEPTH》的播出时段新增至20:00和3:00，20:27开始播出成为当天首播。
2020年3月30日，NHK实施了一项引用日本名字的新政策，遵循日语中先姓后名的常见做法。新政策适用于NHK的所有英语节目，包括NHK NEWSLINE。例如，岸田文雄（日本现任首相）在新政策下将被称为“Kishida Fumio”，而非“Fumio Kishida”。

## 播出时间
播出时间从上午8点开始，并在工作日（15分钟）和周末（10分钟）之间变化。周一8点至9点之间为10分钟时段，10点之后为15分钟时段。
平日版从2013年2月起暂时从平日15分钟播出到30分钟（周末10分钟），但正如前文所述，后来除部分时段外，均在平日播出。《NEWSLINE》的主节目长度为15-18分钟，加上以下衍生节目（长度为12-15分钟）。但逢节假日、每年四月、五月的黄金周、八月两周的盂兰盆节期间、年末年初两周的特别节目期间，播出基本没有什么变化，只是15分钟以外的播出时间通常为15分钟，周末会缩短为10分钟（即使是节假日，如果有的话，也可能会缩短为15分钟）。
主节目结束后，平日版根据时段有衍生节目“NEWSLINE IN DEPTH”（报道和新闻评论）和“DIRECT TALK”（采访日本领先的文化人物、管理者和其他专家）（15分钟时段）、《NEWSLINE BIZ》（经济新闻。由于是12分钟时段，在这种情况下，主要节目时间将为18分钟（不包括17:00时段，这是一个8分钟时段））。播出是有选择性的（不包括日本标准时间8:00、15:00和16:00）。
30分钟时段“NEWSLINE ASIA24”是专门报道亚洲新闻的节目，平日15:00和16:00、平日20:00和21:00以及深夜（第二天清晨前）3:00（后2个时段重播）是宽广新闻时段《NEWSROOM TOKYO》的27分钟时段（不包括左侧节目结束后的21点播出节目《NEWSLINE IN DEPTH》和《DIRECT TALK》连续播出）。
此外，为了安排周一至周五深夜（周二至周六凌晨）4点各30分钟（2）至60分钟的节目，该节目暂停播出。
此外，自2021年5月起，我们一直在美国纽约的演播室于日本时间周二至周六5:00至9:00（周六至10:00）进行播出（必要时发布突发新闻，逢美国节假日，可能会从东京播出）。由于对播出时间段的审查，从2024年10月起，每周二至周五的10点制作将转至纽约。
另一方面，每年8月播出的“广岛和平纪念仪式”和“长崎原子弹爆炸遇难者和平纪念仪式”期间以及《辞旧迎新》的英语传译版在每年12月31日23:45JST至1月1日0:15JST之间播出，几乎没有取消播出
此外，当有紧急新闻或有重要的国内外事件时，可能会以“NHK NEWSLINE 特别版”为标题延长播出时间或提前开始时间
此外，如果发生大规模地震、灾难或其他需要在海外转播的严重事件，NHK综合电视台的画面和音频将按原样转播，并配有英语字幕和英语同声传译。（为了让在日本的外国人受益，英语同声传译的音频有时会作为补充音频在NHK综合电视台播放。）
结尾中会播放演播室内的镜头或NHK广播电视中心屋顶摄像机的镜头（有一些例外）。最初还展示了原始CG图像。另外，片头标题CG除了“NEWSROOM TOKYO”和“DIRECT TALK”以外，设计相同，但有主题颜色：主要部分使用红色，“IN DEPTH”为蓝色，“ASIA24”为金色，“BIZ”为绿色。另外，主题音乐使用管弦乐，但《IN DEPTH》使用慢节奏音乐，《BIZ》使用快节奏音乐。
15分钟新闻节目基本时间表（18分钟版本几乎一样）
- 00分钟：新闻
- 12分钟：气象资讯（有时有天气预报员的解说）
- 14分钟：结束

10分钟新闻节目基本时间表
- 00分钟：新闻
- 07分钟：气象资讯（没有天气预报员出现，只有3D CG图像。同样适用于15分钟的播出）
- 09分钟：结束

### NHK NEWSLINE 特别版示例
有关朝鲜射弹发射的新闻于2009年4月4日星期六播出（由日本政府宣布，当天是一场虚惊，但第二天，即5日，日本政府宣布该弹已发射）它就首次被播出。
2010年6月4日14:00播出的节目因有关于首相提名选举的特别消息而延长了20分钟至50分钟。
为应对2011年3月11日发生的东日本大地震，常规节目全面暂停，并大幅扩展该节目的播出时段（该节目的部分重复播放以及国内新闻资讯节目的英语播放）。
2011年12月19日，播出《朝鲜总书记金正日逝世》时，该节目从日本标准时间12:00开始播出数小时，此外还每小时整点30分钟播出。
关于2022年9月27日“已故前首相安倍晋三的国葬”，日本标准时间13:40开始播出了两个小时的特别节目。
2023年2月24日，日本标准时间15:00播出了一个时长30分钟的特别节目，纪念俄罗斯入侵乌克兰一周年。

### 日本播出
过去在NHK教育频道和BS1上播出，但现在NHK地面·卫星电视（BS）上没有播出《NEWSLINE》。该节目自2011年起在部分有线电视播出，自2013年起在光TV播出。您可以从NHK World-Japan主页通过网络直播和应用程序来收看。

## 主播
（2023年12月至今）
从2020年3月30日开始，NHK改变了政策，即使在用英语广播时，日本人也使用姓氏而不是名字。（部分主播有例外）
从2023年7月起，非NHK播报员的固定时间表被打破，负责NEWSLINE BIZ的主播也曾负责常规NEWSLINE和NEWSLINE ASIA 24。
每隔一周平日10点至14点
- 山口宽明（日语：山口寛明）
- 芳川隆一（日语：芳川隆一）

平日17点及18点（责任周期未定）
- 川崎理加（日语：川﨑理加）
- 森下绘理香（Morishita Erika）
- 山本美希（日语：山本美希）

每隔一周平日19点至次日2点
- Raja Pradhan
- 小笠原吉信（Yoshi Ogasawara）

周六及周日
- 北川惠子（Keiko Kitagawa）
- Kanako Sachno
- Ross Mihara

※晚间时段的负责人未指定，您可能会赢得以下轮换不固定的主播或当周负责《NEWSLINE BIZ》的主播。另外，由于特殊节目的原因，当《NEWSLINE BIZ》和《NEWSROOM TOKYO》不播出时，暂停节目的主播可能会作为替补出现。
责任轮换未定义
- 天願光雄（日语：ジェームス・天願）（James Tengan）
- 西村阳子（Yoko Nishimura）
- 古贺一（Koga Hajime[9]）
- 江原啓一郎（Ebara Keiichiro[註 7]）
- 井上裕貴（Inoue Yuki[10]）
- Ramin Mellegard
- Gene Otani（日语：ジョジョ大谷）

纽约主播（NHK美国总局）每两周一次，5点至9点（周六上午十点也可收看）
- 高雄美紀（Takao Minori）
- Catherine Kobayashi（日语：キャサリン小林）

### 不规则主播
福岛优子

### 财经
・通常情况下，主播会做出回应，但如果有重要的经济新闻，NEWSLINE BIZ代表可能会出现。
- Ramin Mellegard
- Gene Otani

另外，东京证券交易所现场直播时，以下人员将作为记者出现（不定期）
- 谷中麻里衣（日语：谷中麻里衣）（Marie Yanaka）
- Phoebe Amoroso
- John H. LaDue, Jr

### 气象资讯
- 駒形陽子（Yoko Komagata）- 气象预报员
- Tsietsi Monare - 气象学家
- 乔纳森·吴（Jonathan Oh）- 气象学家
- 平野有海（Hirano Yuumi）- 气象预报员（前新闻 涩5点（日语：ニュース シブ5時），NHK7点新闻天气主播，前静冈电视台播报员。）
- 森清佳（Sayaka Mori）- 气象预报员

### 政治
・通常，主播对应。当国内和国际重大问题出现时，来自NHK政治和国际部门的英语流利的记者就会出现在节目中。

### 体育
・近年来，由于视频使用费上涨，报道仅限于日本运动员的活动，并且取消了体育主播。

### 过去的主播、专题及气象资讯记者
- Mike De Jong
- 贵岛道夫（Michio Kijima）
- Michelle Yamamoto（日语：山本ミッシェールのぞみ）
- 小笠原阳子（Yoko Ogasawara）
- 原英司（Hideshi Hara）
- Rachel Ferguson
- Ines Matsuyama
- Murray Johnson
- Miwa Gardner
- 图师纯子（Sumiko Zushi）
- Eileen Lee
- 吉田麻友（Mayu Yoshida）
- Anna Dirksen
- Shery Ahn
- 青谷優子（Yuko Aotani）
- Ron Madison
- 内田爱（Ai Uchida）
- Catherine Kobayashi
- Robert Speta
- Saki Ochi
- Giang Nguyen
- Carley Gomez
- 右近明日美（Asumi Ukon）
- 森田博士（日语：森田博士）（Hiro Morita）
- 坂卷博和（Hirokazu Sakamaki）
- 大川久（Hisashi Okawa）
- 北野加寿子（Kazuko Kitano）
- 花田惠吉（日语：花田恵吉）（Keikichi Hanada）
- 田代杏子（日语：田代杏子）（Tashiro Kyoko）
- 東海林舞（日语：东海林舞）（Mai Shoji）

## 香港地区播放
2017年3月31日起，香港的ViuTVsix频道启播后，香港时间每周一至周五18:00-18:30转播一节《NHK NEWSLINE》。2019年4月1日起，改為在香港时间每周一至周五13:00-13:30播放。该频道现时转播的版本为《NHK NEWSLINE》，或《DIRECT TALK》或其他專題節目/紀錄片。